# Harrison (Michigan)
Harrison è un comune degli Stati Uniti d'America, situato nello Stato del Michigan, nella contea di Clare, della quale è il capoluogo. La città deve il suo nome al Presidente William Henry Harrison.